# サントペコア国際空港
サントペコア国際空港(サントペコアこくさいくうこう,Santo-Pekoa International Airport)とは、バヌアツ・エスピリトゥサント島にある国際空港。
2000mの滑走路を持ち、また施設改修によりボーイング737を利用することができるようになった。2018年5月現在はバヌアツ航空によるブリスベン空港との間の直行便が運行されている。
元はアメリカ軍のペコア飛行場（Pekoa Airfield）であり、1942年にガダルカナル島の戦いの拠点として開設されたのを経て1945年まで使用された。滑走路の表面には珊瑚が使用されていた。1970年代に民間用空港として開港している。